# Émile Chassinat
Émile Gaston Chassinat (né le 5 mai 1868 dans le 5e arrondissement de Paris - mort le 26 mai 1948 à Saint-Germain-en-Laye) est un égyptologue français.
Formé par Gaston Maspero et Eugène Revillout, il est employé dans le département égyptien du Louvre. Il est, en 1895, membre de l'Institut français d'archéologie orientale (IFAO) au Caire, et, en 1898, y succède à Urbain Bouriant en tant que directeur, poste qu'il conserve treize ans.
Il a travaillé à des estampages du temple d'Edfou sous la conduite de Maxence de Chalvet, marquis de Rochemonteix, estampes qu'il a publiées de 1897 à 1918, après le décès de Chalvet. Il découvrit le tombeau du fils du pharaon Khéops, Djédefrê, en 1902 à Abou Rawash en Égypte.

## Publications
- Avec H. Gauthier et H. Pieron,  Fouilles de Qattah, MIFAO, Le Caire, 1906.
- Comme auteur anonyme, 1881-1909, Institut Français d'Archéologie Orientale du Caire, Imprimerie de l'Institut français du Caire, Le Caire, 1909.
- Catalogue des signes hiéroglyphiques de l'imprimerie de l'Institut français du Caire, IFAO, Le Caire, 1907-1912-1915-1930.
- Avec C. Palanque,  Une campagne de fouilles dans la nécropole d'Assiout, no 24, MIFAO, Le Caire, 1911.
- Supplément au catalogue des signes hiéroglyphiques de l'imprimerie de l'Institut français du Caire, IFAO, Le Caire, 1912.
- Le papyrus médical copte, no 32, MIFAO, Le Caire, 1921.
- Le temple d'Edfou, X, fasc. 2, Mémoire, IFAO, Le Caire, 1960.
- Avec François Daumas, Le temple de Dendara, VI, IFAO, Le Caire, 1965.
- Avec François Daumas, Le temple de Dendara, VII, 2 fasc., IFAO, Le Caire, 1972.
- Avec François Daumas, Le temple de Dendara, VIII, 2 fasc., IFAO, Le Caire, 1978.
- Avec Maxence de Chalvet, marquis de Rochemonteix, Le temple d'Edfou, I, fasc. 1, mémoires publiés par les membres de la mission archéologique française du Caire, IFAO, Le Caire, 1984.
- AvecMaxence de Chalvet, marquis de Rochemonteix, Le temple d'Edfou, I, fasc. 2, mémoires publiés par les membres de la mission archéologique française du Caire, IFAO, Le Caire, 1984.
- Avec Maxence de Chalvet, marquis de Rochemonteix, Le temple d'Edfou, I, fasc. 3, mémoires publiés par les membres de la mission archéologique française du Caire, IFAO, Le Caire, 1987.
- Avec Maxence de Chalvet, marquis de Rochemonteix, Le temple d'Edfou, I, fasc. 4, mémoires publiés par les membres de la mission archéologique française du Caire, IFAO, Le Caire, 1987.
- Le Temple de Dendara, 2 fasc., PIFAO, IFAO, Le Caire, 1987.
- Le temple d'Edfou, II, fasc. 1, MIFAO, Le Caire, 1987.
- Le temple d'Edfou, II, fasc. 2, Mémoire, IFAO, Le Caire, 1990.